# Ground Force One

Ground Force One (surnommé aussi malicieusement Bus Force One) est un nom de code apparu en août 2011 à l'occasion de l'achat par le Secret Service de deux bus noirs blindés destinés à la flotte du gouvernement fédéral, afin de désigner informellement celui des bus qui transportait le président des États-Unis. Conçu par des Canadiens et améliorés par des Américains, le prix des deux autocars, environ 2,2 millions de dollars, a provoqué un scandale dans la classe politique américaine au moment de la campagne pour l’élection présidentielle de 2012.

## Conception

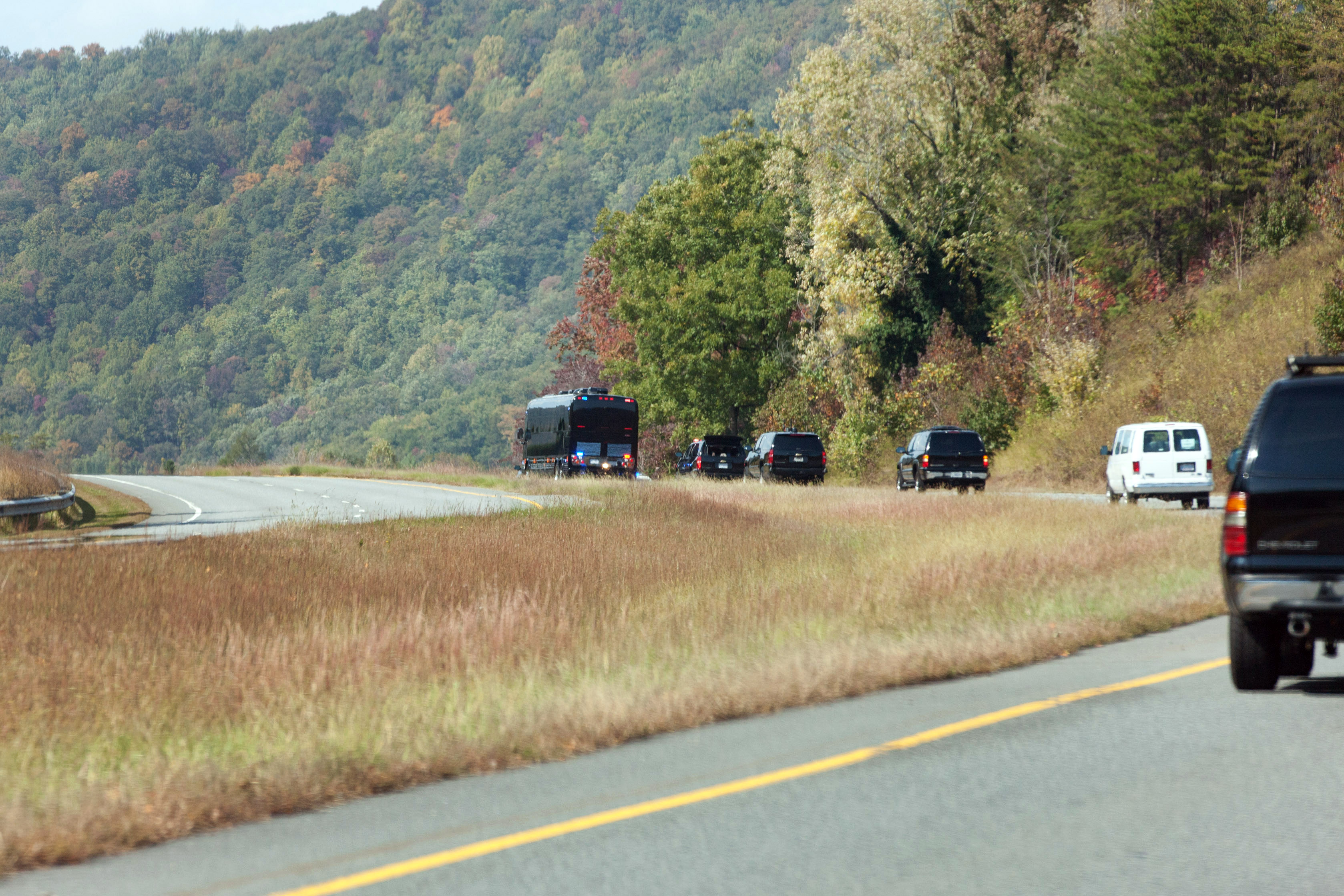
Le bus de Barack Obama, entouré du cortège présidentiel, durant son voyage dans les États du Midwest de 2011.

Les deux autocars sont conçus sur le modèle de base VIP H3-45 construit par l'entreprise canadienne, spécialisée en carrosserie, Prevost Car, connue pour avoir notamment vendu des cars similaires à de prestigieux groupes de musique et chanteurs pour leurs tournées. Ce modèle de base a ensuite été aménagé par la Hemphill Brothers Coach Company, une entreprise du Tennessee, qui a elle aussi fourni ses autocars à une longue liste de célébrités, d'horizons divers, tels que Beyoncé, le pape Benoît XVI ou Jennifer Lopez. Après être passé entre les mains de Prevost Car et de la Hemphill Brother Coach Company, le Secret Service a lui-même apporté quelques améliorations. En ce qui concerne le luxe des appareils, certains ont pu dire que les deux autobus étaient à la pointe de la technologie et du confort tandis que des compagnons de voyages d'Obama, sous couvert d'anonymat, expliquent qu'ils n'ont ni le glamour des bus de stars, avec leurs chambres à coucher, leurs cuisines ou leurs décors élaborés, ni la splendeur supposée par quelques-uns et encore moins d'espaces d'intimités. Pourtant, la Hemphill Brother Coach Company offre sur son site internet de nombreux bus pouvant inclure un coin salon, un espace de cuisine ou une cabine de lit (absente de Ground Force One). Il faut toutefois signaler qu'une partie des modifications apportées aux deux bus avaient pour objectif de fournir un espace intérieur de plus de 45 mètres carrés, comprenant même une salle de bains, avec tous les moyens de communications nécessaires au président. C'est ainsi qu'ils sont munis de quantité d'écrans plats et de téléphones, tous capables de communications sécurisées afin de rester en contact avec les dirigeants du monde entier. À moindre échelle, chaque autobus possède un système de sonorisation qui permet aux personnes à bord d'entrer en contact avec la foule ou avec les villes qu'ils traversent sans pour autant sortir de l'abri qu'est le bus.
Effectivement, une bonne partie des modifications apportées aux autocars avaient pour objectif de les sécuriser. Ils sont tous équipés de phares clignotants rouges et bleus à l'avant et à l'arrière, soulignant l'importance et l'urgence des passagers. Et même si les officiels ont refusé de décrire plus en détail les dispositifs de protection dont avaient profité les bus, ils ont tout de même expliqué que la protection de la limousine du président était de même facture que celle mise en place pour sécuriser Ground Force One. Pour rappel, cette dernière est équipée, entre autres, de vitres pare-balle, de portières renforcées et doit pourvoir résister à des attaques bactériologiques ou chimiques. La ressemblance avec Cadillac One ne s'arrête pas là : comme elle, les bus pourront être acheminés partout dans le monde, dès lors que le président en sentira le besoin, et comme les limousines du cortège présidentiel, les bus sont seulement conduits par des agents du Secret Service ou par d'autres agents fédéraux avec le permis de conduire les autobus. À bord de Ground Force One, le président peut aussi en cas de crise, opérer les codes de l'arsenal nucléaire du pays.

## Objectifs et utilités

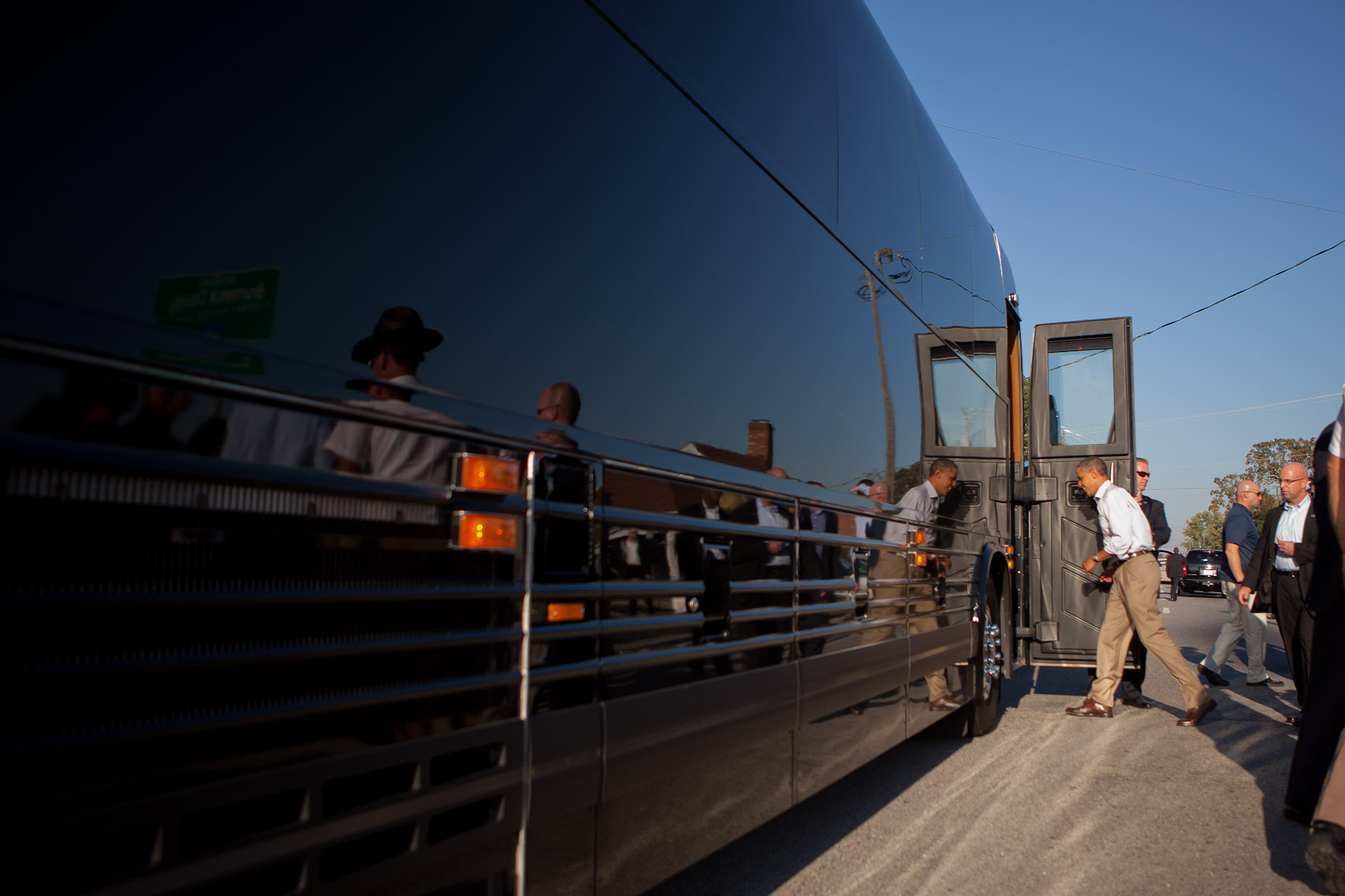
Obama monte dans son bus après avoir rencontré la population d'une ville de Virginie.

Les bus ont donc été adjoints à la flotte gouvernementale sous l'impulsion du Secret Service afin de remplacer de façon définitive les bus de location, qui faisaient partie de façon épisodique des cortèges présidentiels ou des campagnes officielles (et qui pouvaient être aménagés si nécessaire pour les communications sécurisées). Le Secret Service a aussi mis en avant le besoin de sécurité, au vu de la recrudescence des actes de violence dans la vie politique américaine : quelques mois avant l'entrée en fonction de ces autocars, Gabrielle Giffords, une élue démocrate avait été victime d'une fusillade. Et c'est donc en octobre 2011, à l'occasion d'un déplacement qui s’inscrit dans sa campagne de réélection de 2012, que Barack Obama a utilisé pour la première fois ses bus afin de parcourir les États du Minnesota, de l'Iowa et de l'Illinois, États dont le poids dans les élections est particulièrement important. Les responsables ont mis en avant le fait que les bus pourraient être non seulement utilisés par le président en exercice mais aussi par son rival républicain, en l’occurrence Mitt Romney (qui l'a d'ailleurs utilisé pour sa campagne de 2012). Le Secret Service pensait même les employer au-delà de l'élection présidentielle pour transporter le président et d'autres dignitaires. Toutefois, parce qu'ils font partie de la flotte officielle du gouvernement américain, les bus ne pourront être décorés des logos ou des slogans des candidats en campagne, que ce soit Obama ou Romney, et ils garderont leur peinture noire et le seul sceau du président des États-Unis ou de la Maison-Blanche.
Pour justifier l'achat et l'adjonction de ces nouvelles acquisitions à la flotte gouvernementale, le Secret Service par l'entremise de son porte parole, Ed Donovan (en), a expliqué que la nécessité d'acquérir des autocars se faisait sentir depuis les années 1980 et depuis la campagne en bus de Ronald Reagan à travers l'Amérique. Ed Donovan a aussi mis en avant le fait que les dépenses occasionnées par l'acquisition des deux bus seraient amorties en dix ans, tout en soulignant que le Secret Service avait considéré leur achat comme étant plus économique que louer des véhicules, que l'on devait à chaque fois sécuriser, avec les frais que cela comportait. Car la sécurité est aussi un des impératifs qui a présidé au choix des services secrets, étant donné que concevoir son propre véhicule permet d'offrir un niveau de protection inaccessible à atteindre en louant un bus, avec des systèmes de sécurité temporaire. Dans le même temps, la Maison Blanche exprimait tout l’intérêt que pouvait avoir la possession de ces autobus qui permettraient au président de rendre visite "aux citoyens authentiques dans des lieux authentiques" qui autrement ne seraient pas facilement accessibles.

## Critiques et controverses
Mais dans un contexte de crise, les dépenses occasionnées par l'achat de ces deux autocars (environ 1,1 million de dollars chacun, soit environ 760 000 euros) ont fait scandale et ont créé la polémique notamment avec les adversaires républicains d'Obama qui entraient eux aussi en campagne. C'est ainsi que le président du Parti républicain, Reince Priebus, a reproché à Obama d'utiliser « l’argent des contribuables pour faire mousser son échec à remettre l’Amérique au travail » tandis que dans le même temps, Rush Limbaugh, un célèbre animateur de radio conservateur, proposait un autocollant pour le bus d’Obama : « Nous devons dépenser trop. » John McCain, lui, reprochait au bus d'Obama son apparence, « je dois dire encore une fois que je n'ai jamais vu un bus aussi laid que ce bus canadien. » Dans la même déclaration, McCain critiquait le fait qu'Obama se « déplaçait dans un bus canadien pour vanter les emplois américains » en voulant souligner ainsi l'hypocrisie du président dont le motif avoué du déplacement était de mettre en avant sa politique de relance et d'emploi dans des États du Midwest particulièrement touchés par le chômage et la crise. Cette remarque est la première d'une longue liste de critiques qui, bien sûr, reprochent au président le prix élevé de l'achat mais qui visent surtout à critiquer l'origine des bus qui ont été fabriqués au Canada et non pas aux États-Unis. Ainsi, Reince Priebus, toujours lui, a déclaré aux journalistes qu'Obama « devrait passer plus de temps à la Maison Blanche à faire son travail plutôt que de se balader dans son bus canadien» alors que le New York Post, journal conservateur proche des Républicains et propriété de Rupert Murdoch, écrivait : « le président Obama se promène à travers le pays pour parler de la relance des emplois dans un luxueux autocar payé par les contribuables américains, mais fabriqué au Canada. »
Cette polémique sur la provenance des bus utilisés par les candidats durant leur campagne ne date pas d'hier, George W. Bush avait créé, lui aussi, le scandale en traversant le pays dans un autobus de Prevost pour sa campagne de 2004 « Yes, America Can » tandis que son adversaire démocrate de l'époque, John Kerry, roulait lui aussi avec un car de Prevost. Si l'entreprise canadienne se retrouve toujours au cœur des conflits autour des bus utilisés par les présidents ou les candidats à la présidence, c'est qu'il n'existe pas de fabricant de carrosserie convertissable et améliorable aux États-Unis. Et d'ailleurs, l'entreprise canadienne a tenu à expliquer qu'elle n'avait fourni que la carrosserie, qui avait ensuite été aménagée et modifiée par les Américains. Les critiques très vives en cette période de campagne électorale se sont ensuite calmées, peut être aussi parce que les bus ont été finalement assez peu utilisés. Ground Force One a été finalement réutilisé par Obama, en août 2013, lors d'une tournée dans le nord de l'État de New York qui visait à promouvoir l'action du gouvernement fédéral dans la perspective d'un éventuel shutdown, l'arrêt des activités gouvernementales fédérales pour cause de blocage budgétaire.